# Personnages de Neon Genesis Evangelion
Cet article liste les personnages de la série d'animation japonaise Neon Genesis Evangelion et de son film conclusif The End of Evangelion. La plupart d'entre eux apparaissent également dans les adaptations cinématographiques de la tétralogie Rebuild of Evangelion et dans les multiples jeux vidéo et séries dérivés que la franchise a connu depuis sa création.

## Pilotes d'EVA

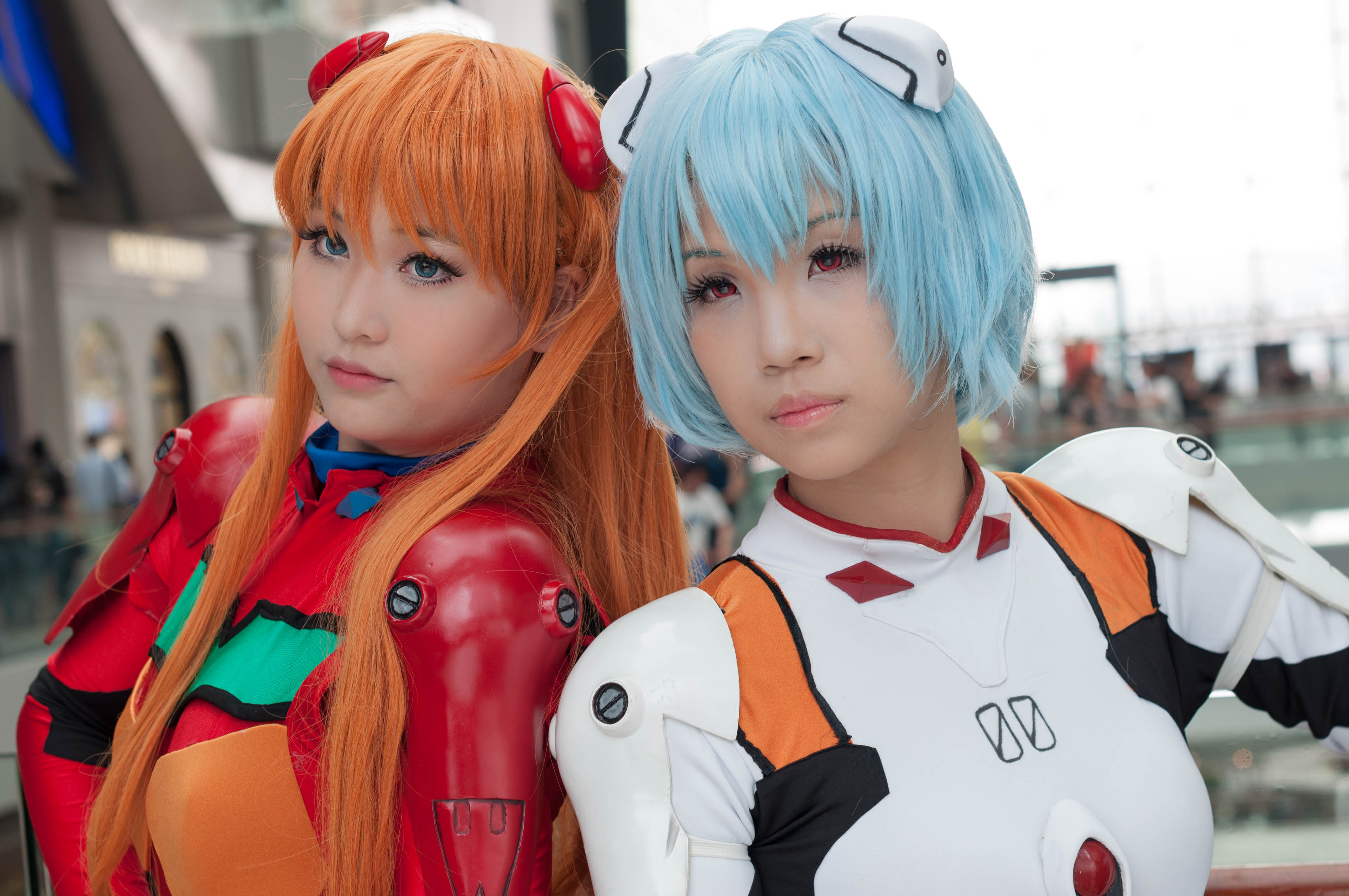
Cosplays d'Asuka Sōryū Langley (à gauche) et de Rei Ayanami (à droite)

Shinji Ikari
Personnage principal de la franchise, il est choisi au début de la série comme « 3rd Child » (« Troisième Enfant ») pour piloter l'EVA-01. Abandonné par son père, le commandant de la NERV Gendo Ikari, peu après la mort de sa mère alors qu'il n'avait que quatre ans, Shinji est un adolescent replié sur lui-même, incapable de communiquer avec les autres et qui considère sa vie comme sans valeur. Dépressif et très marqué par la trahison de son père, il se considère comme indésirable et incapable de recevoir de l'amour d'autrui bien que, paradoxalement, il cherche à être accepté par d'autres personnes et à obtenir la reconnaissance de son père. Par conséquent, Shinji se préoccupe constamment de la perception qu'il donne aux autres, et parvient habituellement à la conclusion que tout le monde le déteste. Il n'est pas convaincu de son rôle en tant que pilote et de ses capacités en tant que combattant.
Selon Hideaki Anno, créateur de la série, Shinji « essaie de vivre dans un monde clos où son comportement le condamne, alors qu'il a abandonné toute tentative de se comprendre ». Loin du héros typique d'anime, Shinji évite le contact humain afin de ne pas blesser ou être blessé,.
Rei Ayanami
Elle est désignée comme la « First Child» (« Premier Enfant »), pilote de l'EVA-00,. Sa date de naissance est inconnue mais elle semble avoir environ 14 ans. Rei est une fille très introvertie, taciturne et timide qui estime ne pas avoir besoin d'amis,. Elle dédie cependant sa vie à la protection de l'Humanité, évoquant un « point de connexion entre elle-même et les autres » et, derrière son attitude froide, souffre de la solitude. Rei semble avoir une relation privilégiée avec le commandant Ikari. Au cours de l'intrigue, il est révélé que la Rei que l'on suit n'est qu'une clone créée à partir de Yui Ikari.
Anno décrit Rei comme une jeune fille qui n'apprécie pas particulièrement sa vie car elle est consciente qu'en cas de décès quelqu'un d'autre la remplacera. Il dit d'elle que « sa présence, son existence - ostensible existence - est éphémère ». Ajoutant que Rei est « très triste ». La doubleuse anglaise du personnage, Amanda Winn-Lee, soutient qu'il est faux de dire que Rei est complètement dépourvue de personnalité : il y a une petite étincelle d'humanité en elle, mais « assombrie par cet immense sentiment d'estime de soi négative et la conscience de sa nature consomptible ». Selon Winn-Lee, bien qu'elle se sache effectivement remplaçable, elle reste « encore humaine ». L'intrigue révélera par ailleurs que Rei est capable de ressentir des émotions mais qu'elle ne sait pas comment les exprimer.
Asuka Sōryū Langley
Sélectionnée comme la « Second Child » (« Deuxième Enfant »), elle pilote l'unité EVA-02. Fille d'une scientifique de la NERV et d'un père inconnu, son ascendance est à moitié américaine et à moitié germano-japonaise. Surdouée, elle a grandi en Allemagne où elle a obtenu un diplôme universitaire à 14 ans. Asuka est une jeune fille fière, indépendante et apparemment très confiante en elle. Elle regarde de haut ceux qui l'entourent et veut constamment être sous le feu des projecteurs : contrairement à Shinji, elle remplit son rôle de pilote avec enthousiasme. Son caractère fort, agressif et compétitif offre un contraste évident avec celui de Shinji ; cependant, elle souffre paradoxalement du même sentiment d'aliénation que lui. Son caractère excessif cache un profond manque d'estime de soi provenant de la folie puis du suicide de sa mère, à la suite duquel Asuka s'est enfermée dans son orgueil comme moyen de surmonter cette perte tragique,.
Tōji Suzuhara
Camarade de classe de Shinji et « 4th Child ». Impulsif, il accuse Shinji d'avoir gravement blessé sa sœur durant l'attaque du Troisième Ange lors de leur première rencontre. Il est le meilleur ami de Kensuke Aida et finira par devenir également ami avec Shinji mais ne supporte pas Asuka. Il est très concerné par l’hospitalisation de sa petite sœur et accepte de devenir pilote pour qu'elle soit transférée dans un meilleur établissement. Il est cependant très gravement blessé dans son EVA lors de sa première utilisation.
Kaworu Nagisa
Désigné comme le « Fifth Child» (« Cinquième Enfant »), il se révèle également être le 17e Ange. Personnage crucial de la série, il n'apparaît pourtant que dans un seul épisode au terme duquel il est tué. Kaworu est digne, intelligent et aimable. Pendant son bref séjour à la NERV, il parvient à se lier d'amitié avec Shinji à qui il avoue bientôt son empathie sincère. Après un moment d'intense remise en question, entre la fidélité à son nouvel (et alors seul) ami et sa mission de pilote, Shinji est invité par Kaworu à l'éliminer pour le bien de l'Humanité, tout en le remerciant de lui avoir fait comprendre ce qu'est l'âme et l'amour humain. Shinji finit par obtempérer, en reniant toutes ses croyances et tous ses sentiments, mais il en gardera une rancœur totale pour son père qui l'a conduit à prendre cette décision.

## Personnel de la NERV
- Gendō Ikari (né Rokubungi) : Commandant de la NERV et responsable du projet Plan de Complémentarité de l'Homme. Il dirige les recherches sur les Anges. Personnage mystérieux, ses motivations le sont également. Il se montre froid vis-à-vis de Shinji, et plus attentionné pour Rei.
- Misato Katsuragi : Chef des opérations au sein de la NERV. Lieutenant puis Major. Elle supervise toutes les opérations liées aux EVAs et aux Anges. Elle est également responsable des pilotes d'EVAs. Présente au Pôle Sud lors du Second Impact, elle en est la seule survivante. Amie de Ritsuko et ex-petite amie de Ryôji. Tout au long de la série, elle héberge deux des élus : Shinji Ikari et Asuka Soryu Langley, et possède un pingouin d'eaux chaudes domestique nommé Pen-Pen (Pen²).
- Ritsuko Akagi : Scientifique et responsable du Projet E, elle supervise le développement des Evangelions et du superordinateur MAGI. Amie de Misato et de Ryōji, elle est aussi calme, posée et réservée que Misato est extravertie. Tout comme sa mère disparue, brillante scientifique de la NERV, avant elle, Ritsuko est la maîtresse et la complice de Gendō. Par le passé, elle a pris Maya Ibuki sous son aile.
- Kōzō Fuyutsuki : Commandant en second de la NERV et bras droit de Gendō. Il fut par le passé professeur adjoint à l'université de biologie métaphysique de Kyoto, où il rencontra Yui et Gendō. Au sein de la NERV, il est la seule personne en qui le commandant ait une totale confiance. D'un naturel posé et réfléchi, il montre rarement ses sentiments mais n'hésite pas à exprimer son désaccord avec les actions de son supérieur.
- Ryōji Kaji : Agent double travaillant à la fois pour Gendō en tant qu'inspecteur spécial et pour le ministère de l'Intérieur japonais. Il agît aussi secrètement sous les ordres de la SEELE pour enquêter sur la NERV. Facilement reconnaissable à sa queue de cheval et ses joues mal rasées, il est responsable du transfert d'Asuka, de l'EVA-02 mais aussi d'Adam depuis l'Allemagne jusqu'au Japon. Il est un ami d'université de Ritsuko et de Misato et l'ex-petit ami de cette dernière (elle le quitte car il lui rappelle trop son père). Lorsqu'il retrouve Misato au cours de la série, il recommence une relation amoureuse houleuse avec elle. Il est bienveillant envers Shinji et a une passion pour le jardinage.
- Maya Ibuki : Lieutenante et opératrice au centre de commandement tactique, elle est la protégée de Ritsuko, pour qui elle a une grande admiration, et travaille sous ses ordres. Très consciencieuse et douée en informatique, elle est secrètement amoureuse de son « senpai ».
- Makoto Hyūga : Lieutenant et opérateur des communications au centre de commandement tactique. Apparemment amoureux de Misato, il a la responsabilité du système d'auto-destruction du quartier général de la NERV.
- Shigeru Aoba : Lieutenant et opérateur des communications au centre de commandement tactique. Sa personnalité est peu développée, tout ce que l'on sait de lui est qu'il a une passion pour la guitare.

## Autres
- Kensuke Aida : Camarade de classe de Shinji et grand ami de Toji, il est le dernier de ce qu'Asuka appelle « le trio des crétins ». Il est passionné par l'armée, la vidéo et la photographie. Son père et son grand-père travaillent pour la NERV et il rêve de devenir pilote d'EVA.

- Hikari Horaki : Camarade de Shinji et déléguée de sa classe. Amie d'Asuka, elle entre souvent en conflit avec Toji et peine à exprimer ses sentiments réels envers lui.

- Yui Ikari : Femme de Gendo et mère de Shinji. Ancienne étudiante à l'université métaphysique de Kyoto où elle rencontra son futur époux et son mentor et ami Kōzō Fuyutsuki, elle est à l'origine du « projet E » qui a conduit à la création des EVA. Malgré les avertissements de Fuyutsuki, Yui décide d'être le cobaye d'une « expérience de contact » avec l'EVA-01. Elle disparaît durant l'expérience sous les yeux de son fils. Son corps n'est jamais retrouvé mais son âme habite dorénavant l'EVA-01, ce qui explique sans doute pourquoi Shinji a été choisi comme pilote de cette unité (il entretient d'ailleurs une sorte de complexe d’Œdipe avec celle-ci). D'après le jeu vidéo Neon Genesis Evangelion 2, son père était un membre influent de la SEELE.

- Naoko Akagi : Mère de Ritsuko et créatrice du super ordinateur MAGI qui gère la NERV. Ne supportant plus les manipulations venant de Gendô, elle se donne la mort.

- Keel Lorentz : Personnage mystérieux qui semble être à la tête de la SEELE et du « Plan de complémentarité de l'Homme » en corroborant les évènements réels avec les prophéties des « Manuscrits de la mer Morte ». Il surveille particulièrement Gendô auquel il n'accorde qu'une confiance limitée..

- Pen Pen (ou Pen²) est un pingouin d'eau chaude (en réalité un gorfou), fidèle animal de compagnie de Misato qui l'a sauvé d'un laboratoire scientifique. Il vit dans l'appartement de Misato où il passe le plus clair de son temps à prendre des bains.